# Don't Let Me Be the Last to Know
"Don't Let Me Be the Last to Know" är den fjärde och den sista singeln från Britney Spears andra studioalbum Oops!… I Did It Again.
Låten är skriven av Robert Lange, hans dåvarande fru Shania Twain och Brian Scott.